# Dimitrij Jefimovič Kutejnikov
Dimitrij Jefimovič Kutejnikov (rusko Дмитрий Ефимович Кутейников), ruski general, * 1766, † 1844.
Bil je eden izmed pomembnejših generalov, ki so se borili med Napoleonovo invazijo na Rusijo; posledično je bil njegov portret dodan v Vojaško galerijo Zimskega dvorca.

## Življenje
1. januarja 1778 je vstopil med kozake. Udeležil se je bojev proti kavkaškim gorskim plemenom v letih 1779-82 in 1784-87. 20. julija 1780 je bil povišan v kozaškega stotnika. 
Udeležil se je tudi bojev proti Poljakom leta 1792; 28. oktobra 1799 je bil povišan v polkovnika. 
Leta 1801 se je udeležil kampanje proti Orenburgu, kampanje 1806-07 proti Francozom, kampanje 1808-09 proti Turkom,... 2. junija 1809 je bil povišan v generalmajorja.
Med letoma 1810 in 1812 je bil poveljnik kozaške brigade, s katero se je udeležil patriotske vojne leta 1812. Od 7. junija 1827 je bil častnik ataman donskih Kozakov.
6. decembra 1827 je bil povišan v generalporočnika in 22. aprila 1824 v generala konjenice. 
Upokojil se je 10. februarja 1836.